# Мальчиха (Лежневский район)
Мальчиха — деревня в Лежневском районе Ивановской области. Входит в состав Лежневского сельского поселения.

## География
Находится в юго-западной части Ивановской области на расстоянии приблизительно 1 км на север по прямой от районного центра поселка Лежнево на левобережье реки Ухтохма.

## История
Деревня уже отмечалась на карте 1808 года. В 1859 году здесь (тогда деревня в составе Ковровского уезда Владимирской губернии) было учтено 12 дворов.

## Население
Постоянное население составляло 82 человека (1859 год), 10 в 2002 году (русские 90 %), 8 в 2010.